# Orgware
Orgware (zusammengesetztes Kunstwort aus dem Englischen; organization = organisieren und ware = Ware) beschreibt Rahmenbedingungen bei IT-Projekten, die weder zum Bereich Hardware noch Software zählen, aber nötig sind, um die Projektziele zu erreichen. In diesen (organisatorischen) Bereich fallen beispielsweise Benutzerhandbücher, Konzepte für IT-Projekte und Sicherheitsanforderungen.
Gelegentlich werden auch Methoden in der IT-Projektabwicklung als Orgware bezeichnet.